# 瓦洛涅
瓦洛涅（法語：Valognes，法語發音：[valɔɲ]）是法国芒什省的一个市镇，属于瑟堡区。

## 地理
瓦洛涅（49°30'33"N, 1°28'9"W）面积15.63 平方千米，位于法国诺曼底大区芒什省，该省份为法国西北部沿海省份，西、北、东北三面环大西洋，东起顺时针与卡爾瓦多斯省、奧恩省、马耶讷省和伊勒-维莱讷省接壤。
与瓦洛涅接壤的市镇（或旧市镇、城区）包括：塔梅尔维尔、弗洛特芒维尔、于贝尔维尔、略桑、圣约瑟夫、伊沃托博卡日。
瓦洛涅的时区为UTC+01:00、UTC+02:00（夏令时）。

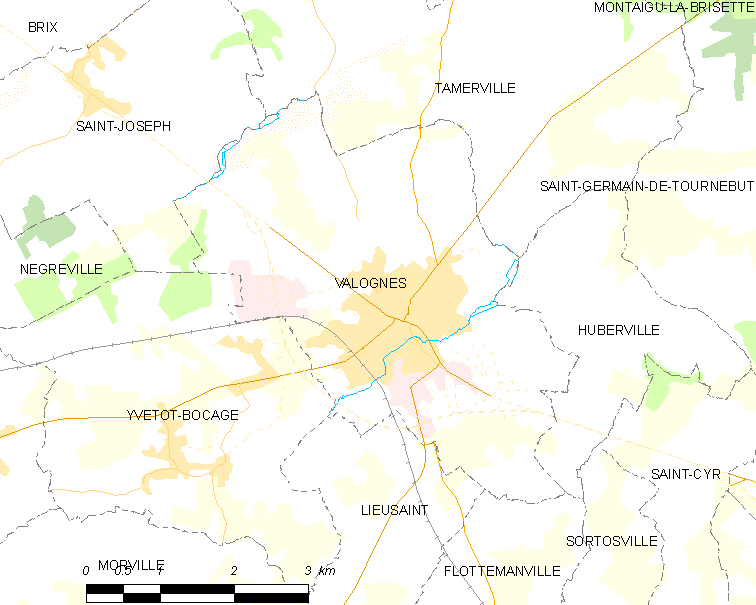
瓦洛涅的OSM定位图

## 行政
瓦洛涅的邮政编码为50700，INSEE市镇编码为50615。

## 政治
瓦洛涅所属的省级选区为瓦洛涅县，同时也是该县的中央投票站所在地。

## 人口

1962-2008年间瓦洛涅人口变化图示

瓦洛涅于2022年1月1日时的人口数量为6896人。